# Becard galtaverd
El becard galtaverd (Pachyramphus griseigularis; syn: Pachyramphus viridis griseigularis) és un tàxon de la família dels titírids (Tityridae). Es troba al nord d'Amèrica del Sud, a Veneçuela, Guyana i Brasil. Els seus hàbitats ón els matollars i boscos tropicals i subtropicals de frondoses humits de les terres baixes, bé com els boscos molt degradats. El seu estat de conservació es considera de risc mínim.

## Taxonomia
Segons el Handook of the Birds of the World i la quarta versió de la BirdLife International Checklist of the birds of the world (Desembre 2019), aquest tàxon tindria la categoria d'espècie. Tanmateix, altres obres taxonòmiques, com la llista mundial d'ocells del Congrés Ornitològic Internacional (versió 12.2, juliol 2022), el consideren encara una subespècie del becard olivaci (Pachyramphus viridis griseigularis).